# Upshur megye (Nyugat-Virginia)
Upshur megye az Amerikai Egyesült Államokban, azon belül Nyugat-Virginia államban található. Megyeszékhelye és legnagyobb városa Buckhannon. Lakosainak száma 23 816 fő (2020. április 1.). Upshur megye Harrison, Barbour, Randolph, Webster és Lewis megyékkel határos.

## Népesség
A megye népességének változása:
| Lakosok száma | 24 260 | 24 277 | 24 527 | 24 665 | 24 758 | 23 816 |
|               | 2010   | 2011   | 2012   | 2013   | 2015   | 2020   |